# Керрі Штайнзайфер
Керрі Штайнзайфер (англ. Carrie Steinseifer, 12 лютого 1968) — американська плавчиня.
Олімпійська чемпіонка 1984 року.
Переможниця Пантихоокеанського чемпіонату з плавання 1985, 1989 років.
Переможниця Панамериканських ігор 1983, 1987 років.